# Courses U
CoursesU.com, également appelé U Drive, est le cybermarché de Coopérative U depuis 2012.

## Fonctionnement
Le cybermarché fonctionne de manière autonome dans chacun des points de vente proposant ce service. Certains proposent, en plus du retrait de la commande directement en point de vente, le service au volant et / ou la livraison à domicile.

## Tarifs
Les tarifs sont les mêmes qu'en magasin. Une participation forfaitaire vient s'ajouter dans le cadre de la préparation des commandes.

## Services
En avril 2012, Courses U disposait de 525 drives ouverts. Majoritairement, ces drives sont accolés à un magasin du groupe Coopérative U et les préparateurs y font du "picking" (ils font les courses dans les rayons du magasin comme des vrais clients).
Le service internet propose en moyenne 15 000 références aux mêmes prix qu'en magasin (hors promotions spéciales).
Le programme fidélité des magasins U est valable sur le service Drive.

## Principaux concurrents
Les principaux concurrents sont Houra du groupe Cora, Carrefour Ooshop de Carrefour, Auchandirect et Chronodrive de Auchan, Coursengo, Leclerc Express Drive, et Monoprix.

## Identité visuelle

Ancien logo de Courses U
Logo actuel de U Drive